# وی‌اوبلی
وی‌اوبلی (به انگلیسی: Weobley) یک روستا و محله مدنی در بریتانیا است که در هرفوردشر واقع شده است. وی‌اوبلی ۱٬۲۵۵ نفر جمعیت دارد.